# Ship-to-Gaza-Zwischenfall

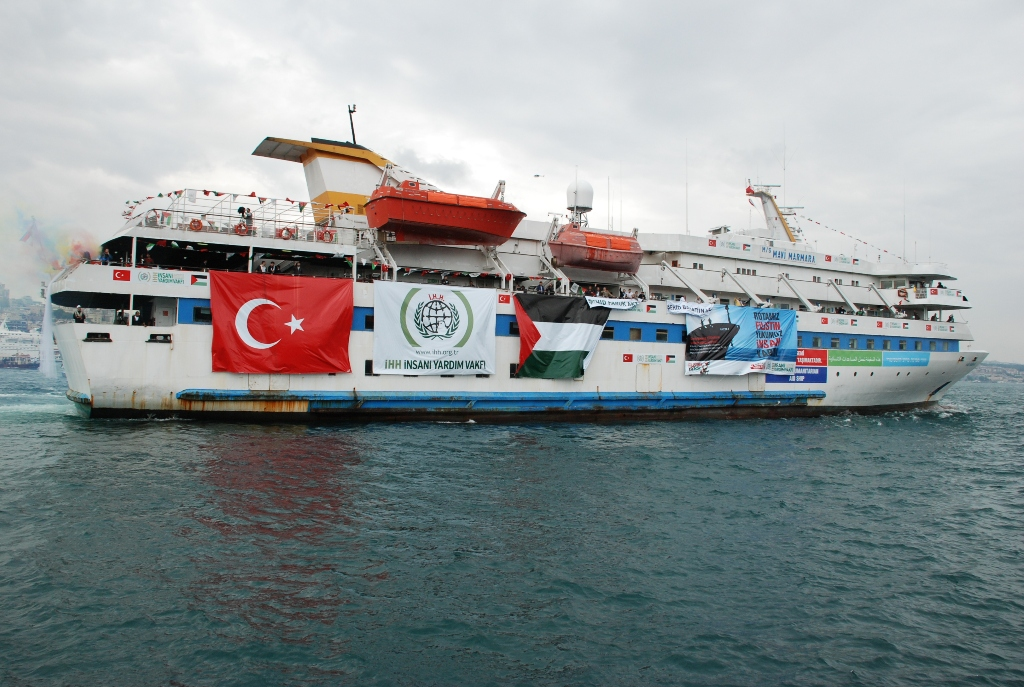
Die Mavi Marmara verlässt Istanbul am 22. Mai 2010

Beim Ship-to-Gaza-Zwischenfall am 31. Mai 2010 enterte die israelische Marine in internationalen Gewässern sechs mit Hilfsgütern für den Gazastreifen beladene Schiffe, mit denen verschiedene Gruppen die Gaza-Blockade brechen wollten, die Israel seit 2007 nach der gewaltsamen Machtübernahme der Terrororganisation Hamas eingerichtet hatte.
Bei Auseinandersetzungen mit israelischen Soldaten auf dem Schiff Mavi Marmara wurden neun Aktivisten getötet und eine unbekannte Zahl von ihnen sowie sieben israelische Soldaten leicht verletzt.

## Historischer Hintergrund
Israel zog im Jahr 2005 im Rahmen des Scharon-Planes seine Truppen aus dem seit dem Sechstagekrieg von 1967 besetzten Gazastreifen ab und räumte seine dortigen Siedlungen. Im Jahr darauf siegte bei der palästinensischen Parlamentswahl zwar die islamistische Hamas, die die Zerstörung des Staates Israel anstrebt, bildete jedoch zunächst mit der Fatah, die seit 1993 eine Zweistaatenlösung im Nahostkonflikt nicht mehr ausschließt, eine Einheitsregierung. Nach deren Scheitern entbrannte im Juni 2007 der Kampf um Gaza, bei dem 2007 die Hamas vollständige Kontrolle über den Gazastreifen erlangte. Danach nahmen Raketenangriffe auf Israel vom Gazastreifen aus stark zu: Bis Februar 2009 erfolgten etwa 10.000 Raketenangriffe von dort aus, seitdem bis Mai 2010 fast 500 weitere. Im Zuge dieser Raketenangriffe starben im Zeitraum zwischen der Machtübernahme der Hamas und dem Ship-to-Gaza-Vorfall insgesamt neun Menschen durch Beschuss aus dem Gazastreifen. Vier davon kamen während der Operation Gegossenes Blei ums Leben; unter den Toten befindet sich ein Soldat, der durch Mörserbeschuss starb. Vier der Toten starben insgesamt durch Raketenbeschuss.
Israel sperrte am 18. Januar 2008 die Grenzübergänge zum Gazastreifen, stellte die Treibstoff-Lieferungen für fünf Tage ein und ließ seitdem nur noch Hilfsgüter durch, die „nicht zum Raketenbau verwendet werden können“. Zu den blockierten Gütern gehörten bis Juni 2010 auch Spielzeug, Papier, Musikinstrumente, Limonade, Gewürze und Rasierschaum. Dazu bot Israel allen Schiffen mit Hilfsgütern an, ihre Ladung in Aschdod zu löschen und nach Kontrolle auf Raketenbaumaterial auf dem Landweg nach Gaza einzuführen. Israel begründete dieses Vorgehen auch damit, dass der von der Hamas am 25. Juni 2006 entführte israelische Soldat Gilad Schalit ohne jeden Kontakt zur Außenwelt im Gazastreifen gefangen gehalten wurde. Er kam erst am 18. Oktober 2011 frei.
Die israelischen Streitkräfte kontrollieren auch nach dem Abzug aus dem Gazastreifen dessen Küstengewässer und Luftraum. Flugzeuge können den während der Zweiten Intifada ohnehin stark beschädigten Flughafen Gaza nur mit Israels Zustimmung nutzen. Israel verhinderte zudem den Bau eines Hochseehafens mit der Begründung, so Waffenlieferungen in den Gazastreifen unterbinden zu wollen.
Mit der Blockade entstand eine einträgliche Schmuggelwirtschaft, die sich über 1000 Schmuggeltunnel bedient. Israel legte laut einem 2012 veröffentlichten Bericht seit 2008 seinen Lebensmittellieferungen in den Gazastreifen einen Bedarf an Nahrungsenergie in Höhe von ca. 9.500 kJ (= 2.279 kcal) täglich pro Kopf zugrunde. Hinzu kamen lokal erzeugte Lebensmittel und vor allem solche, die durch Tunnel aus Ägypten eingeschmuggelt wurden. Kritiker wie die Free-Gaza-Bewegung warfen Israel vor, es wolle das palästinensische Volk aushungern. Laut Welternährungsorganisation (FAO) liegt der Schwellenwert für Hunger bei ca. 7.500 kJ (= 1.800 kcal) täglich pro Kopf.

## Der Konvoi

### Planung und Organisation

Routen der Gaza-Flottille (grün) und der israelischen Marine (orange)

Die Planung und Durchführung der Konvoi-Aktion erfolgte maßgeblich durch die türkische Organisation İnsan Hak ve Hürriyetleri ve İnsani Yardım Vakfı (IHH). Beteiligt waren das internationale Free Gaza Movement sowie die griechische Organisation Boat for Gaza.
Die IHH gilt als Organisation mit Verbindungen zu diversen islamistischen Organisationen. Türkische Behörden stellten bei ihr 1997 Waffen, Sprengstoff, Anleitungen zum Bombenbau sowie eine Dschihad-Flagge sicher. Laut den Behörden sollten festgenommene Mitglieder der Organisation als Kämpfer nach Afghanistan, Bosnien und Tschetschenien gesandt werden. Die IHH soll islamistische Terroristen mit Waffen unterstützt und zu humanitären Zwecken bestimmte Spendengelder für den Kauf von Waffen in Bosnien und Tschetschenien verwendet haben. Die britische Zeitung Daily Telegraph bezeichnet die IHH als eine „radikale islamistische Gruppe im Gewand einer humanitären Organisation“. Nilüfer Narli, Professorin an der Bahçeşehir-Universität in Istanbul und Nahostexpertin, sieht es als erwiesen an, dass die IHH die Hamas finanziert.
Laut terrorism-info.org.il kündigte der IHH-Vorsitzende Fehmi Bülent Yıldırım am 7. April 2010 an, der Konvoi werde ein „Test“ für Israel sein und israelischer Widerstand sei eine „Kriegserklärung“ an jene Länder, aus denen sich Aktivisten an Bord der Schiffe befänden. Der Zweck der Aktion sei es nicht, der Hamas zu helfen, sondern der Bevölkerung von Gaza. Anlässlich des Auslaufens der Schiffe in Istanbul kündigte Yıldırım an, dass Israel in der Welt isoliert sein werde und sich selber schade, wenn es verhindere, dass die Schiffe den Gazastreifen erreichen. Ziel der Mission sei, „Israel als Unrechtsstaat darzustellen“, entsprechende Aktionen in Istanbul, Ankara und anderen türkischen Städten seien schon geplant. Am 21. Mai kündigte der lokale Vertreter der IHH im Gazastreifen an, dass jeden Monat Schiffe in den Gazastreifen entsandt werden sollen.
Im internationalen, in Nikosia registrierten Free Gaza Movement wollen Hilfsorganisationen, politische Aktivisten sowie 70 prominente Unterstützer mit verschiedenen Zielen „Solidarität mit dem palästinensischen Volk“ üben. Die Organisation will durch Brechen der Gazablockade auf diese aufmerksam machen.
Vor der Aktion bat die Familie von Gilad Schalit die Organisation, ein Paket mit Lebensmitteln und Briefen an den Entführten mitzuführen und die Hamas für dessen Übergabe zu gewinnen. Sie bot an, dafür das Anliegen des Free Gaza Movements bei der israelischen Regierung zu unterstützen. Dies, so der Anwalt der Familie, hätten die Organisatoren aber abgelehnt. Dies zeige, dass es ihnen nicht um Menschenrechte, sondern um Provokation gehe. Die Organisation widersprach dieser Darstellung: Der Anwalt habe auf ein Angebot des irischen Senators Mark Daly, der versuchen wollte, als Passagier der Flotte eine Postsendung an Schalit zu übergeben, nicht mehr reagiert.

### Schiffe

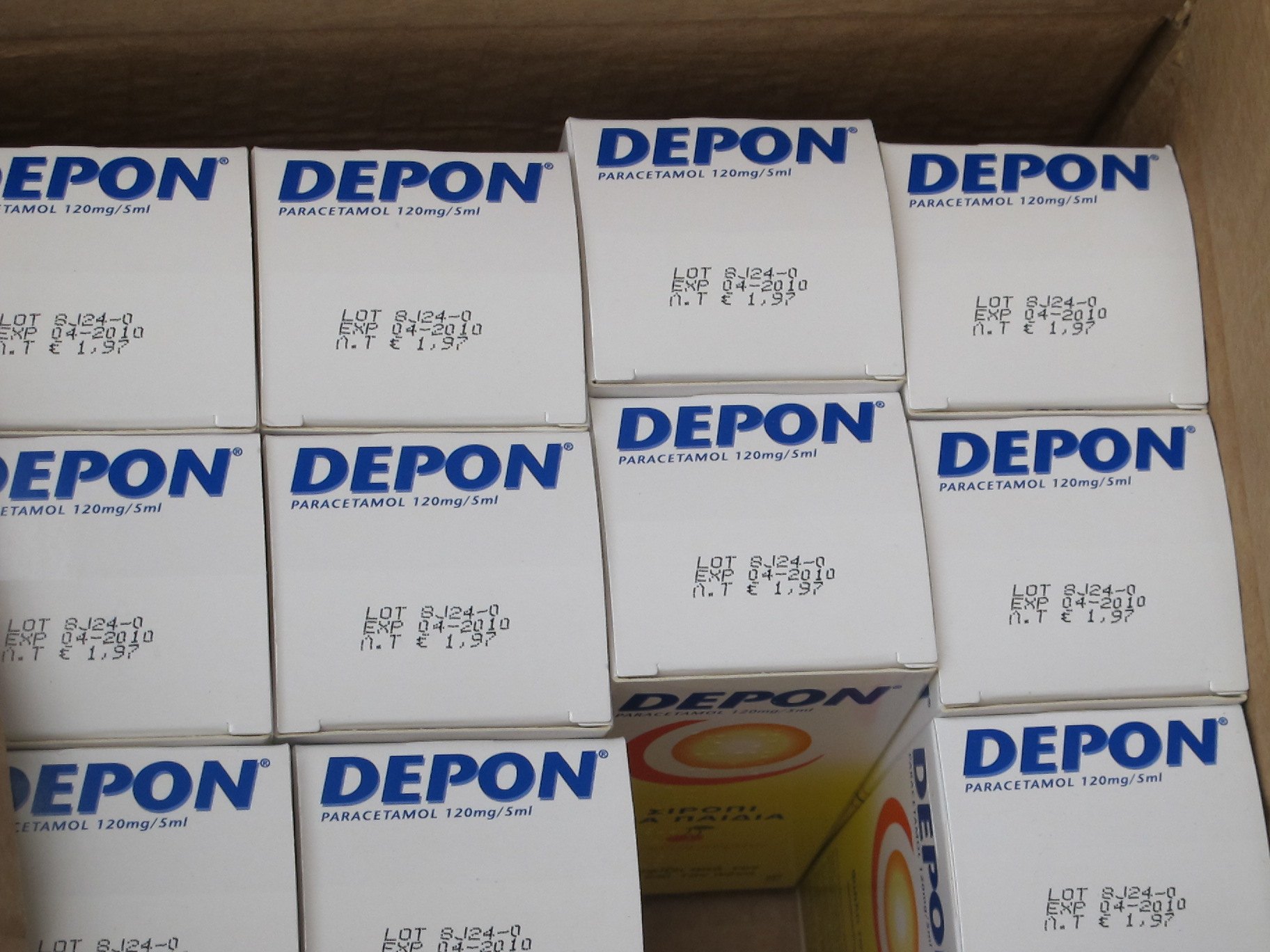
Als Hilfslieferung deklarierte abgelaufene Medikamente an Bord der Gaza-Flottille

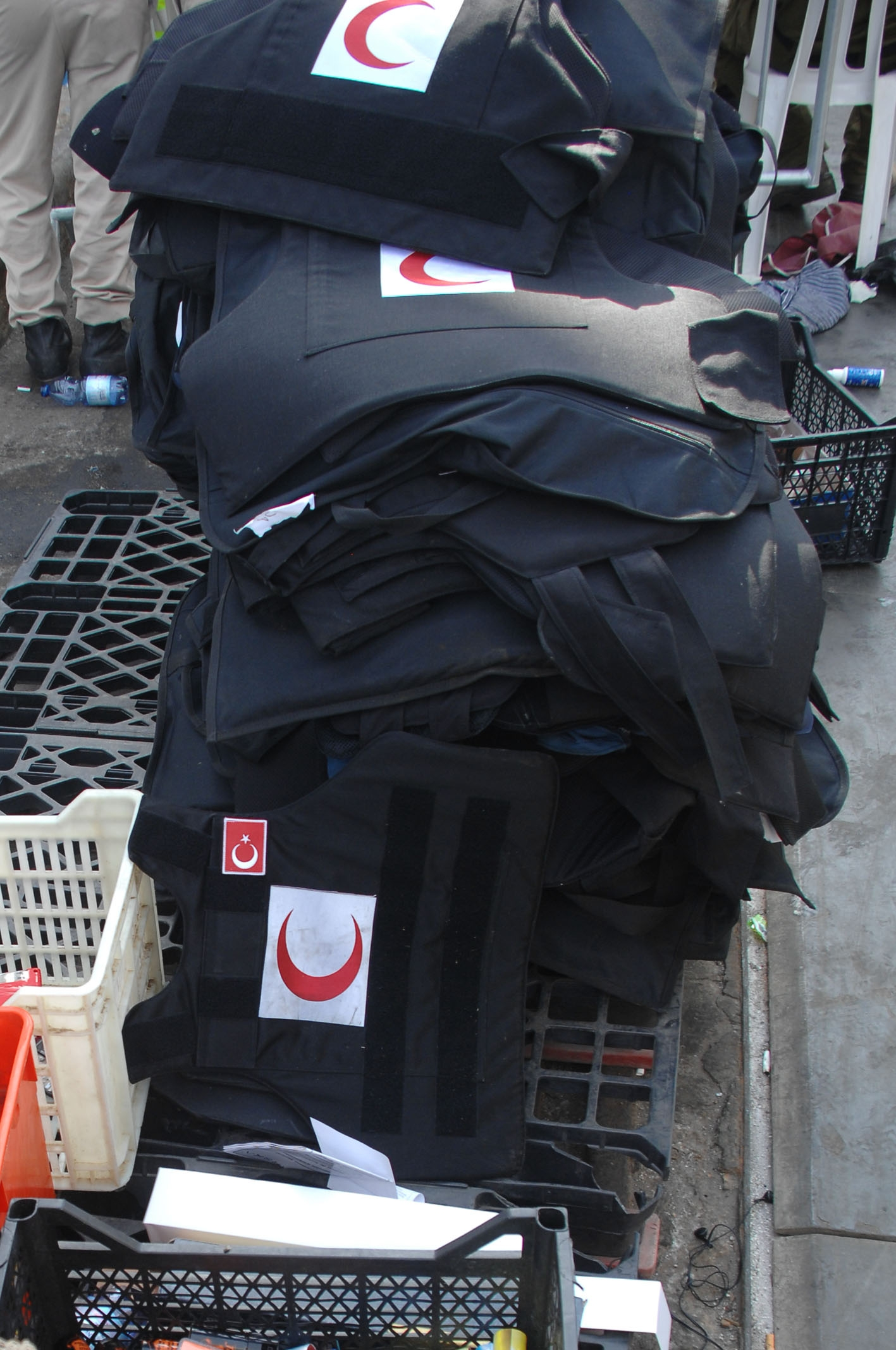
Beschusshemmende Westen

Der Konvoi bestand aus sechs in verschiedenen Staaten registrierten Schiffen verschiedener Betreiber. Die unter US-amerikanischer Flagge fahrende Challenger 1 wird vom Free Gaza Movement betrieben.
Die Eleftheri Mesogeios (Eλεύθερη Mεσόγειος, dt. in etwa Freies Mittelmeer) ist ein griechisch-geflaggter Frachter. Die Sfendoni (Σφενδόνη, deutsch etwa Katapult) ist ein unter griechischer Flagge fahrendes Passagierschiff, das von der griechischen Initiative Ship to Gaza und der European Campaign to End the Siege of Gaza betrieben wird. Beide Schiffe verließen Piräus am 25. Mai 2010, um sich vor der Küste Zyperns mit den übrigen Schiffen zu treffen.
Die Sophia ist ein von der schwedischen Organisation Ship to Gaza betriebenes Motorschiff.
Der Frachter Gazze („Gaza“) fährt unter türkischer Flagge und gehört der IHH. Der Frachter Defne Y fährt unter der Flagge von Kiribati und gehört ebenfalls der IHH.
Die Mavi Marmara (deutsch: „Blaues Marmarameer“) ist ein unter der Flagge der Komoren fahrendes Passagierschiff, das ursprünglich als Fährschiff im Marmarameer eingesetzt war und Istanbul Fast Ferries Co. Inc. gehörte. Die IHH kaufte es für die Fahrt nach Gaza.
Die Rachel Corrie wird von der malaiischen Organisation Perdana Global Peace Organisation und dem irischen Zweig des Free Gaza Movements betrieben. Das in Phnom Penh registrierte Schiff verließ nach technischen Schwierigkeiten Malta am 30. Mai und konnte sich so nicht direkt an dem Konvoi beteiligen. Das Schiff ist nach der amerikanischen International-Solidarity-Movement-Aktivistin Rachel Corrie benannt, die 2003 bei einer Demonstration im Gazastreifen von einer Planierraupe der israelischen Armee überrollt und dabei tödlich verletzt wurde.

### Passagiere
Insgesamt waren 663 Passagiere aus 37 Staaten an Bord der Flotte.
An Bord der „Gazze“ waren 13 Besatzungsmitglieder und fünf Aktivisten, an Bord der „Defne Y“ 23 Besatzungsmitglieder und sieben Aktivisten. Mit der „Sophia“ reiste der schwedische Schriftsteller Henning Mankell.
Mit der „Mavi Marmara“ reisten 581 Aktivisten, etwa 400 davon türkische Staatsbürger. Unter ihnen waren Vertreter der türkischen Partei Büyük Birlik Partisi (BBP), die der deutsche Verfassungsschutz als rechtsextrem einstuft. Anwesend waren auch Journalisten der Tageszeitung Vakit, die wegen Antisemitismus und Verharmlosung des Nationalsozialismus kritisiert wurde. Aus Deutschland reisten die Bundestagsabgeordneten der Partei Die Linke Annette Groth und Inge Höger, deren ehemaliger außenpolitischer Sprecher Norman Paech und der stellvertretende Chef der IPPNW in Deutschland Matthias Jochheim mit. Aus den Niederlanden reiste der niederländisch-palästinensische Aktivist Amin Abou Rashed mit, der nach Angaben der niederländischen Sicherheitsbehörden für den der Hamas nahestehenden Verein Al-Aqsa tätig ist. Unter den Passagieren waren ferner die Knessetabgeordnete Hanin Soabi und der Künstler Dror Feiler. Die irische Friedensnobelpreisträgerin Mairead Corrigan fuhr an Bord der „Rachel Corrie“.
Israelischen Angaben zufolge gehörten etwa 50 Aktivisten internationalen Terrornetzwerken an. Diese seien getrennt von den übrigen Aktivisten und ohne Pässe an Bord gekommen.
Einige der Passagiere, darunter drei der später Getöteten, hatten nach Aussagen ihrer Verwandten und Freunde vor der Abreise erklärt, sie wollten als Märtyrer sterben. Beim Ablegen der Mavi Marmara in Istanbul skandierten Anhänger der auf dem Schiff vertretenen Gruppen eine Parole der Hamas, die an Mohammeds Zug nach Chaibar erinnert und Juden mit dem Tod bedroht, und forderten zur „Intifada bis zum Sieg“ auf. Auch auf dem Schiff wurden beim Ablegen Loblieder auf die Intifada und das islamische Märtyrertum gesungen. Laut Süddeutscher Zeitung soll die Parole „Tod allen Juden“ skandiert worden sein.

## Hergang

### Vorbereitungen

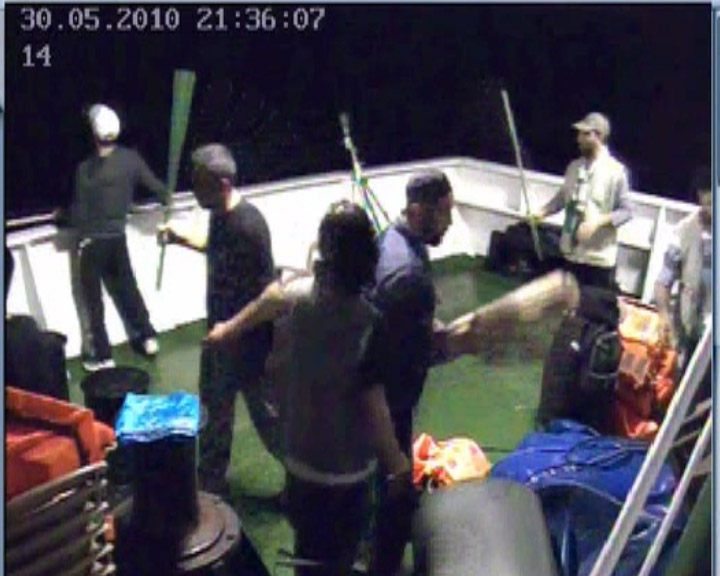
Aktivisten bewaffnen sich in Vorbereitung auf die Enterung mit Eisenstangen (Bild der Überwachungskamera der Mavi Marmara)

Die israelische Regierung hatte am 27. Mai 2010 und öfter angekündigt, sie werde den Konvoi notfalls mit Militärgewalt aufhalten, um einen Bruch der Seeblockade zu verhindern. Zugleich hatte sie angeboten, Hilfsgüter des Konvois in Aschdod löschen zu lassen und die Güter nach einer Sicherheitskontrolle in den Gazastreifen zu transportieren. Die Organisatoren der Flotte wiesen das Angebot jedoch als „sowohl lächerlich als auch beleidigend“ ab und machten die israelische Blockade und die „offiziellen Wege“ von Israel für eine humanitäre Krise im Gazastreifen verantwortlich. Israel verneinte die Existenz einer solchen Krise und verwies auf die knapp 100.000 Tonnen an Gütern, die allein bereits in dem Jahr in den Gazastreifen gelassen worden waren.
Am 28. Mai 2010 lief der Konvoi die Südküste der Republik Zypern an, von wo aus frühere Hilfsschiffe den Gazastreifen seit August 2008 fünfmal erreicht hatten. Dort wollten 17 Mitglieder des Europaparlaments zusteigen; zypriotische Behörden verzögerten dies jedoch. Daraufhin lief der Konvoi zunächst Nordzypern an und nahm von Famagusta aus mit einem Tag Verspätung Kurs auf den Gazastreifen.
Etwa 100 bis 70 km vor der Küste des Gazastreifens wiederholte die israelische Marine über Funk das Angebot, die Ladung des Konvois in Aschdod zu löschen. Dies lehnten die Schiffsbesatzungen erneut ab und hielten trotz mehrerer Aufforderungen zum Anhalten weiter Kurs auf den Gazastreifen. Nach Ausschnitten des Funkverkehrs antwortete ein Aktivist: „Geht zurück nach Auschwitz“ sowie „Denkt an den 11. September“. Dies wurde von beteiligten Aktivisten als nachträgliche Fälschung der israelischen Armee dargestellt.
Nach Aussagen des ersten und des dritten Kapitäns der Mavi Marmara kontrollierten etwa 40 türkische IHH-Mitglieder das Oberdeck des Schiffes und bestimmten, wer sich dort aufhalten durfte. Sie schlossen weibliche Passagiere nach deren Aussagen vor der Enterung unter Deck ein. Nach Videoaufnahmen von einer Bordkamera des Schiffes bereiteten sich einige Aktivisten mit selbstgebauten Zwillen, Stangen, Schutzwesten und Gasmasken auf die erwartete Enterung vor.

### Enterung

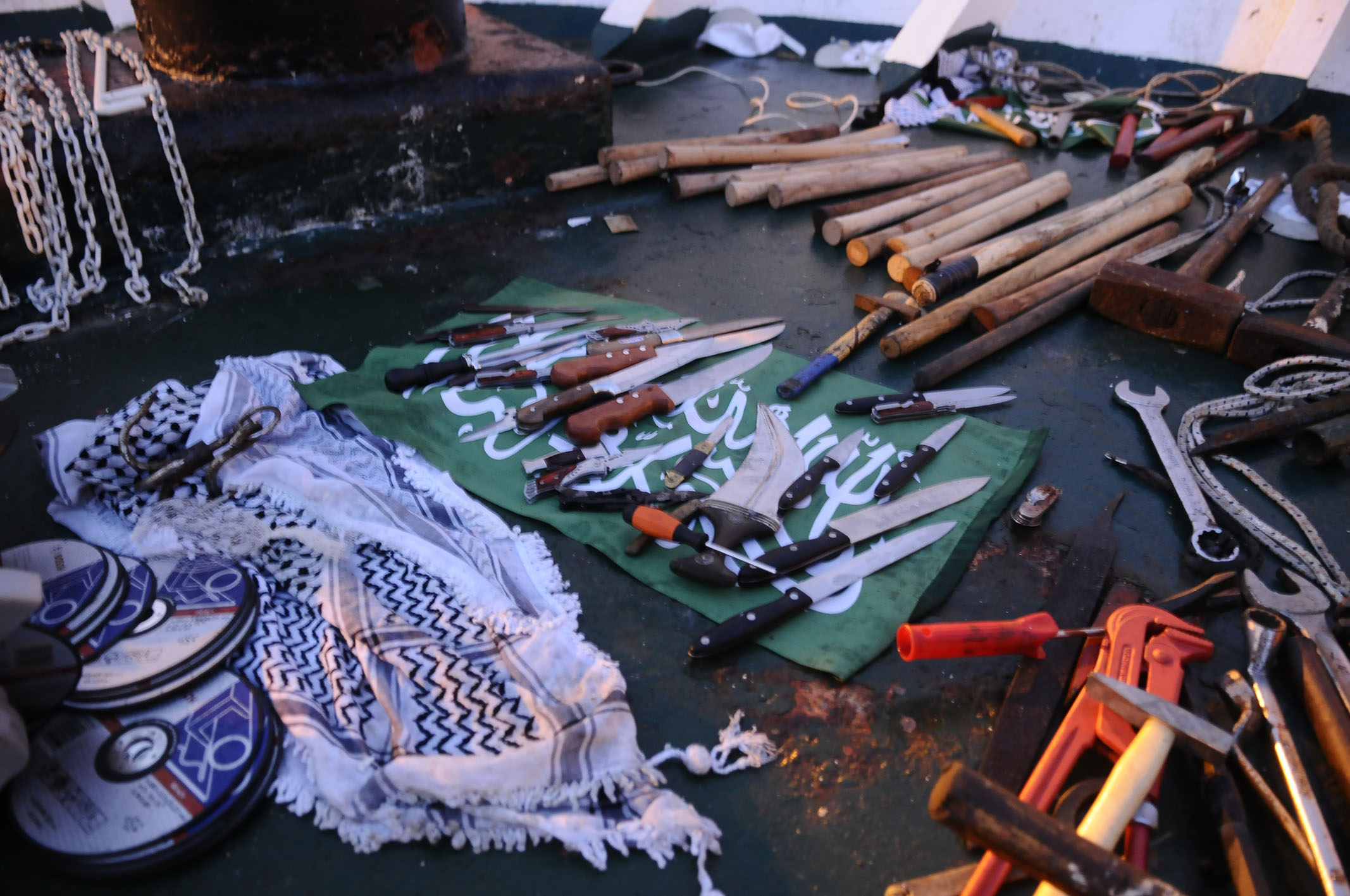
An Bord der Marmara sichergestellte Messer und Schlaginstrumente, die nach Angaben der israelischen Armee gegen die Soldaten eingesetzt wurden.

Informationen zum Verlauf der Enterung beruhen auf verschiedenen, zum Teil konträren Zeugenaussagen, auf Videos, teils von Bordkameras der Mavi Marmara, teils von Außenkameras der Marine, sowie auf vom israelischen Militär konfiszierten und freigegebenen oder an der Konfiskation vorbeigeschmuggelten Fotografien.
Anwesende Passagiere, darunter Mitarbeiter des arabischen Senders Al Jazeera, berichteten: 14 bis 30 Schiffe der Israelis, darunter Kriegsschiffe, hätten den Konvoi am 31. Mai 2010 gegen 4:00 Uhr morgens umzingelt. Zwischen 4:15 und 4:30 Uhr hätten israelische Marinesoldaten mit der Enterung der Mavi Marmara begonnen, die bis 5:30 gedauert habe. Etwa 20 Aktivisten hätten auf dem Dach des Führerhauses mit Zwillen, Metallrohren und Stöcken, aber ohne Schusswaffen Widerstand geleistet und versucht, die sich in Booten nähernden Soldaten vom Entern abzuhalten. Sie hätten vier Soldaten, die sich von einem Hubschrauber abseilten, gefangen genommen, geschlagen, ihnen zum Teil Knochenbrüche zugefügt und sie unter Deck gebracht. Sie hätten sie entwaffnet, aber die erbeuteten Waffen nicht eingesetzt. Von der türkischen Zeitung Hürriyet veröffentlichte Fotografien zeigen, dass Aktivisten, zum Teil mit Messern bewaffnet, verwundete israelische Soldaten festhalten.
Daraufhin hätten von einem zweiten Hubschrauber abgeseilte Soldaten zuerst Gummi-, Knall- und Leuchtgeschosse sowie Tränengas, nach etwa 10 Minuten auch scharfe Munition in diese Menge geschossen. Innerhalb von 15 bis 20 Minuten seien drei bis vier Personen aus der Widerstand leistenden Gruppe mit Treffern in Kopf oder Nacken erschossen worden. Die Organisatoren hätten die vier gekidnappten Soldaten dann gegen verletzte Aktivisten ausgetauscht, um diese behandeln zu können. Einige europäische Aktivisten hätten andere davon abgehalten, die gefangenen Soldaten weiter zu schlagen. Frauen, die vor der Enterung unter Deck gebracht worden waren, bezeugten, sie hätten Schüsse gehört und dann von Schüssen Verletzte gesehen. Man habe ihnen mitgeteilt, dass die Soldaten sofort mit scharfer Munition zu schießen begonnen hätten. Norman Paech gab an, nur ein paar Holzknüppel in den Händen von Aktivisten gesehen zu haben. Er bestätigte Kampfhandlungen und die Gefangennahme verletzter israelischer Soldaten.
Einem Journalisten zufolge hängten Aktivisten im Verlauf der Enterung eine weiße Flagge über die Schiffsreling.
Journalisten haben diese Aussagen mit zugänglichem Bildmaterial verglichen und daraus den vermuteten Ablauf rekonstruiert: Die ersten drei israelischen Soldaten seien sofort nach dem Betreten des Decks gefangen genommen worden. Eine Minute danach hätten die folgenden Soldaten das Feuer auf eine Gruppe eröffnet, die den enternden Soldaten auf dem Deck gewaltsam Widerstand geleistet habe. Die drei Gefangenen hätten sich entweder selbst befreit oder seien befreit worden. Sie seien damit einem seit der Entführung Gilad Schalits bestehenden Militärbefehl gefolgt, jede Gefangennahme israelischer Soldaten notfalls unter Einsatz eigenen oder fremden Lebens zu verhindern oder sofort zu beenden. Nach 30 Minuten habe das Militär die Kontrolle über das Schiff erlangt.
Das israelische Militär gab an, die Soldaten seien bei der Enterung des Schiffes Mavi Marmara mit Messern, Eisenstangen, Äxten und Schusswaffen angegriffen worden und hätten erst in Notwehr das Feuer eröffnet. Beteiligte Soldaten bestätigen diese Darstellung. Ein Kapitänleutnant gab an, beim Fesseln der Aktivisten den Warnruf „scharfe Munition“ und dass es unter den Soldaten bereits Schussverletzte gäbe, gehört zu haben.
Einen Tag nach dem Vorfall präsentierte die israelische Armee Dutzende von Messern, Metallstangen, Holzknüppeln und Hämmern, die man auf der Mavi Marmara gefunden habe. Für einige Passagiere des Schiffes waren diese Gegenstände nur normale und notwendige Ausrüstungsgegenstände.
Neun männliche Türken von der Mavi Marmara wurden erschossen. Einer besaß zudem die US-Staatsbürgerschaft. Ihre Zahl war in den ersten Tagen nach dem Vorfall unklar; viele Berichte gaben ungeprüft bis zu 25 Tote an.
Eine Obduktion durch türkische Pathologen ergab, dass eine Person von fünf Schüssen aus einer Distanz von weniger als 45 cm getroffen worden war, davon je einmal ins Gesicht, in den Hinterkopf und den Rücken und zweimal ins Bein. Fünf der neun Todesopfer seien entweder in den Hinterkopf oder in den Rücken geschossen worden, ein Schuss sei aus höchstens 14 cm Entfernung abgefeuert worden. Weitere 48 Aktivisten seien ebenfalls durch Schüsse verletzt worden.
Die israelische Marine stürmte nach Angaben dort befindlicher Personen mindestens zwei weitere Schiffe des Konvois mit Einsatz von nicht-tödlicher Munition, Tränengas und Elektroschockern.

### Weiterer Verlauf
Das israelische Militär brachte die Schiffe in den Hafen von Aschdod, machte die Maschinen von fünf Schiffen unbrauchbar und inhaftierte dort viele der zuvor auf Deck gefesselten Aktivisten. Sie wurden dabei von Kamerateams der israelischen Armee gefilmt. Inhaftierte erklärten, sie seien in israelischer Haft geschlagen worden und man habe ihre Mobiltelefone, Laptops und Kameras konfisziert.
Ein Teil der mitgeführten Medikamente wurde auf Anweisung des israelischen Gesundheitsministeriums beschlagnahmt, da deren Verfallsdatum bereits abgelaufen war. Die Hilfsgüter füllten 20 Sattelschlepper. Laut haGalil transportieren jedoch täglich rund 100 Lastwagen der UNO und anderer internationaler Organisationen Hilfsgüter in den Gazastreifen.
Zunächst sollten die Inhaftierten in Israel vor Gericht gestellt werden; am 1. Juni entschied Israels Regierung jedoch, sie rasch in ihre Heimatländer abzuschieben. Die Hilfsgüter des Konvois wurden an die Grenzübergänge zum Gazastreifen transportiert. Israel zufolge wurden Teile der konfiszierten Hilfslieferung, etwa Baumaterial, an internationale Hilfsorganisationen übergeben, um „Missbrauch durch die Hamas zu verhindern“.
Am 5. Juni stoppte die israelische Marine den Frachter Rachel Corrie als Nachzügler des Konvois. Medienberichten zufolge leisteten die 19 Aktivisten an Bord keinen Widerstand, niemand wurde verletzt. Sie wurden mit dem Schiff nach Aschdod gebracht und dort ausgewiesen.

## Rechtliche Aspekte
Nach dem Seerechtsübereinkommen erstreckt sich das Hoheitsgebiet eines Staates zwölf Seemeilen von der Basislinie seiner Küste, das sogenannte Küstenmeer. Außerhalb der Hoheitsgewässer dürfen zivile Schiffe nur unter bestimmten Bedingungen angehalten und durchsucht werden. Diese Grenzen legt Artikel 110 des Abkommens fest; es betrifft dies Sklavenhandel, Piraterie, illegale Rundfunksendungen, Schiffe ohne Staatsangehörigkeit und Schiffe des Flaggenstaates, die keine oder eine fremde Flagge zeigen. Ein begründeter Verdacht ist hierbei ausreichend. Innerhalb einer Anschlusszone von weiteren zwölf Seemeilen ist ein Staat zu Polizei- und Zollkontrollen berechtigt. Beim Anhalten und Durchsuchen nach dieser Norm ist die Verhältnismäßigkeit zu beachten.
Israel beansprucht zwar Hoheitsgewässer im nach dem Abkommen zulässigen Ausmaß, hat es jedoch nicht unterzeichnet bzw. formal nicht ratifiziert.
Manchen Völkerrechtlern zufolge gilt für Israel jedoch das beim Internationalen Komitee vom Roten Kreuz in Genf hinterlegte, aber formal völkerrechtlich nicht bindende San Remo Manual on International Law Applicable to Armed Conflicts at Sea als Völkergewohnheitsrecht. Es verbietet in Absatz 67(a) das Anhalten und Durchsuchen von zivilen Schiffen und auch den Angriff auf solche Schiffe, es sei denn, es besteht der begründete Verdacht, dass das Schiff eine Blockade durchbrechen soll oder konfliktrelevante Schmuggelgüter transportiert. Absatz 102 verbietet die Erklärung oder Errichtung einer Blockade unter anderem dann, wenn erwartet werden darf, dass sie einen im Verhältnis zum angestrebten „konkreten und direkten militärischen Vorteil“ übermäßigen Schaden für die betroffene Zivilbevölkerung verursacht. Absatz 98 ermöglicht die Kaperung von blockadebrechenden Schiffen. Sich dem widersetzende Schiffsbesatzungen dürfen gewaltsam am Blockadebruch gehindert werden. Eine solche Blockade muss erklärt sein, und die zivilen Schiffe, die diese zu brechen versuchen, müssen vor dem Angriff gewarnt werden. Ist die von der Blockade betroffene Zivilbevölkerung unzureichend mit Lebensmitteln und anderen grundlegenden Gütern versorgt, muss nach Absatz 103 der die Blockade verhängende Staat die Versorgung von außen zulassen; er kann allerdings die Art und Weise der Versorgung vorschreiben und Kontrollen vornehmen. Beim Anhalten und Durchsuchen nach dieser Norm ist die Verhältnismäßigkeit zu beachten.
Der Völkerrechtsprofessor Daniel-Erasmus Khan kritisierte den israelischen Einsatz als unverhältnismäßig. Zwar sei die Durchsetzung einer Seeblockade auch in internationalen Gewässern rechtmäßig, wenn zwischen Israel und der Hamas ein bewaffneter Konflikt bestehe. Dann könne Israel sich jedoch nicht zugleich auf seinen Status als Besatzungsmacht berufen, aus dem es Hoheitsrechte über den Gaza-Streifen geltend mache. Nur wenn kein bewaffneter Konflikt vorliege, könne sich Israel auf das Hoheitsrecht über den Gazastreifen berufen und den Weg bestimmen, den eine Lieferung nehmen solle. In diesem Fall sei eine Kaperung in internationalen Gewässern rechtswidrig.
Die Professorin für Völkerrecht und Mitglied des Uno-Menschenrechtsausschusses Helen Keller macht die Beantwortung der Frage, ob die Aktion Israels verhältnismäßig war, davon abhängig, ob man einen Nahkampf hätte vermeiden können. Diese Umstände hält sie noch nicht für ausreichend geklärt.
Der Bundestagsabgeordnete und ehemalige Richter am Bundesgerichtshof Wolfgang Nešković (Die Linke) hielt den Anfangsverdacht eines Kriegsverbrechens für gegeben. Seiner Auffassung nach müsse die Bundesanwaltschaft Ermittlungen einleiten. Diese prüfte auf eine Strafanzeige Högers hin das Vorgehen des israelischen Militärs und kam zum Ergebnis, dass die Schiffe der Gaza-Flottille militärische Ziele gewesen seien, „die nach den Regeln des humanitären Völkerrechts angegriffen werden durften“.
Ein Anfang September 2011 von der New York Times vorab veröffentlichter UN-Untersuchungsbericht unter der Leitung von Geoffrey Palmer bezeichnet die israelische Blockade als rechtmäßig und angemessen, den Einsatz gegen die Flotte dagegen als exzessiv und unangebracht.
Ein weiterer Bericht von fünf unabhängigen UN-Rechtsexperten Mitte September kam wieder zum Schluss, dass der Palmer-Bericht politisch motiviert sei, das Ziel gehabt hätte, die Beziehungen Israel-Türkei zu verbessern und daher zu einem falschen Schluss gekommen sei. Die Seeblockade sei nämlich als Bestandteil der kompletten Blockade des Gazastreifens zu betrachten und als kollektive Bestrafung der Bevölkerung zu bewerten und damit gegen internationales Recht.

## Reaktionen und Folgen

### Israel
Die israelische Regierung bedauerte die Todesopfer und Verletzten, betonte aber die Rechtmäßigkeit ihres Vorgehens und lehnt eine von Staaten der Todesopfer geforderte offizielle Entschuldigung ab. Israelische Soldaten seien erst nach Ablehnung einer von Israel kontrollierten Übergabe der Güter wie befohlen zum Entern übergegangen, dabei von bewaffneten Aktivisten massiv angegriffen worden und hätten daraufhin ihr Leben verteidigt. Israels Staatspräsident Schimon Peres nannte die Aktivisten „Terroristen“ und forderte ihre Unterstützer auf, dem Terror abzuschwören, Israel anzuerkennen und Frieden mit ihm zu schließen, um so die Gazablockade zu beenden. Israels Außenminister Avigdor Lieberman bestritt eine humanitäre Krise im Gazastreifen und bezeichnete den Konvoi als „Versuch gewaltsamer Propaganda gegen Israel“.
In Israel fanden Demonstrationen für und gegen das Militärvorgehen statt. In Tel Aviv demonstrierten über 6000 Kritiker der Aktion; dabei kam es zu Zusammenstößen mit hunderten Regierungsanhängern. Arabische Israelis reagierten zudem mit einem Generalstreik. Einige Teilnehmer wurden von israelischer Polizei inhaftiert. Die Konvoiteilnehmerin Hanin Soabi stellte die Regierungsdarstellung zur Militäraktion in Frage und löste damit Tumulte in der Knesset aus.
Israelische Medien zeigten eine große Bandbreite an Reaktionen auf die Militäraktion, von bedingungsloser Unterstützung über gemäßigte Kritik bis zu klarer Verurteilung.
We Con the World (wir verarschen die Welt) ist ein 2010 entstandener Videoclip der israelischen Satiregruppe Latma, der die sogenannte „Friedensflotilla von Gaza“ satirisch aufs Korn nimmt. Das Video ist ein Spoof des bekannten Songs von Michael Jackson von 1985 „We Are the World“.
Israels Regierungschef Benjamin Netanjahu lehnte eine von der UNO geforderte internationale Untersuchungskommission ab und berief stattdessen eine eigene zivile Untersuchungskommission ein. Sie besteht aus drei Israelis und zwei ausländischen Beobachtern ohne Stimmrecht: Brigadegeneral Ken Watkin aus Kanada und David Trimble aus Nordirland. Beide gelten als „israelfreundlich“, Trimble hatte den Konvoi schon als Angriff auf Israel beurteilt. Kommissionsleiter ist Jacob Turkel, ein ehemaliger Verfassungsrichter Israels. Nach Kritik aus dem In- und Ausland erhielt Turkel die von ihm geforderten zwei zusätzlichen Kommissionsmitglieder und mehr Vollmachten.
Generalstabschef Gabi Aschkenasi beauftragte eine Kommission um den Exgeneral Giora Eiland mit einer Untersuchung der Kommandoaktion. Der israelische Staatskontrolleur Micha Lindenstrauss kündigte eine eigene Untersuchung zum Entscheidungsprozess vor dem Angriff und den zuvor vom Geheimdienst gesammelten Informationen über den Hilfskonvoi an.
Am 22. Juni 2010 ließ Israel etwa 150 Lastwagen mit bislang verbotenen Gütern in den Gazastreifen fahren. Netanjahu entschied, Israel werde Exporte nach Gaza um 30 Prozent steigern und künftig alle Einfuhren nach Gaza zulassen außer Waren wie Beton, Metalle und Chemikalien, die Palästinenser zum Bau militärischer Anlagen und Waffen verwenden könnten. Dies solle Israel weiter vor Anschlägen schützen, seine Partnerschaften stärken und die Hamaspropaganda von einer humanitären Krise widerlegen. Oppositionsführerin Tzipi Livni (Kadima) kritisierte die Maßnahme, da diese die Hamas auf Kosten Israels legitimieren könne.
Am 22. März 2013 entschuldigte sich Israels Ministerpräsident Netanjahu bei der Türkei für den Tod der neun türkischen Aktivisten. Er habe sein Bedauern während eines Telefongesprächs mit dem türkischen Ministerpräsident Erdogan ausgedrückt, gab Netanjahu in Jerusalem an. US-Präsident Obama habe während seines Israel-Besuchs geholfen, das Telefonat zu arrangieren. Netanjahu erklärte, die „tragischen Folgen“ des Vorfalls seien nicht beabsichtigt gewesen, Israel empfinde Reue für den Verlust der Leben. Bei dem Einsatz gegen die Hilfsflotte seien laut einer Untersuchung operative Fehler gemacht worden. Die Angehörigen der Opfer würden entschädigt.

### Palästinenser
Palästinenserpräsident Mahmud Abbas bezeichnete den Vorfall als „Massaker“ und „abscheuliches Verbrechen“.
Hamasführer Ismail Haniyya hatte am 29. Mai 2010 verkündet, egal ob der Konvoi aufgehalten werde oder durchkomme, sei er ein „Sieg für Gaza“, der das baldige Ende der Seeblockade anzeige. In einer vorbereiteten Presseerklärung verurteilte die Hamas Israels „Massaker“, nannte die auf dem Konvoi Getöteten „Märtyrer“ und forderte die internationale Staatengemeinschaft auf, den „größten Piratenstaat der Welt“ zu stoppen. Sie nahm die von Israel freigegebenen Hilfsgüter des Konvois nicht an, da dies aus ihrer Sicht „die Gewalttat Israels legitimieren“ würde. Sie forderte entweder alle beschlagnahmten Güter oder keine und machte die Freilassung aller inhaftierten Konvoipassagiere zur Bedingung.
Im Gaza-Streifen und im Westjordanland fanden Demonstrationen gegen Israels Militäraktion statt.
Nach Israels Beschluss, die Blockade zu lockern und Einfuhren zu erhöhen, forderte die Hamas ein Ende der „Besatzung“ bzw. „Belagerung“ Gazas durch die Seeblockade und Öffnung aller Grenzen zu Israel für freien Warenverkehr.

### Türkei
Regierungs- und Parlamentsvertreter der Türkei kritisierten Israels Vorgehen als Verbrechen an „unschuldigen Zivilisten“. Der Vorsitzende des Auswärtigen Ausschusses im Parlament in Ankara sprach von einem „Akt der Piraterie“. Die Türkei zog ihren Botschafter aus Israel ab und sagte alle gemeinsamen Militärmanöver mit Israel ab. Der damalige türkische Premierminister Recep Tayyip Erdoğan forderte vor den Abgeordneten seiner Partei eine Bestrafung Israels.
Die IHH rief nach dem Vorfall zu Demonstrationen in der Türkei auf. In Istanbul demonstrierten mehr als 10.000 Menschen. Dem Spiegel und der Welt zufolge zeigte sich dabei die Nähe der Organisation zur islamisch-fundamentalistischen Muslimbruderschaft und anderen radikalen Gruppen.
Deutsche Medien warfen der türkischen Regierung unter Recep Tayyip Erdoğan vor, sie stehe dem Vorgehen der IHH und ihren Verbindungen zu radikalen Islamisten unkritisch gegenüber und stelle so in Frage, ob die Türkei ein „verlässlicher Partner im Kampf gegen Extremismus“ sei.
Der türkische Außenminister Ahmet Davutoğlu forderte, dass Israel sich für den Angriff auf die Gazaflotte offiziell entschuldige und die Hinterbliebenen entschädige. Falls Israel dies ablehne, müsse es wenigstens einer internationalen Untersuchung des Zwischenfalls zustimmen. Andernfalls werde die Türkei ihre Beziehungen zu Israel abbrechen. Der türkische Luftraum bleibe für alle israelischen Militärflugzeuge gesperrt. Da Israel der Aufforderung zur Entschuldigung nicht nachkam und dann auch noch der UN-Untersuchungsbericht zum Vorfall durch Indiskretion vorzeitig in die Medien kam, obwohl vereinbart worden war, diesen noch einige Zeit zurückzuhalten, wurde Anfang September 2011 der israelische Botschafter Gabby Levy aus der Türkei ausgewiesen, bilaterale Militärabkommen wurden ausgesetzt.
Im März 2013 entschuldigte sich Benjamin Netanjahu in einem Telefongespräch bei Recep Tayyip Erdoğan für den Tod der neun türkischen Aktivisten. Die „tragischen Folgen“ seien nicht beabsichtigt gewesen, Israel empfinde Reue und die Angehörigen der Opfer würden entschädigt werden. Erdoğan habe die Entschuldigung angenommen und beide Ministerpräsidenten seien übereingekommen, die Beziehungen ihrer Länder zu normalisieren. Die Türkei werde im Gegenzug die juristische Verfolgung gegen die israelischen Offiziere einstellen. Zu dem Telefonat zwischen Netanjahu und Erdoğan war es auf Vermittlung des amerikanischen Präsidenten Barack Obama gekommen, der einen Besuch in Israel absolviert hatte.

### Andere Staaten
US-Präsident Barack Obama bedauerte die Todesfälle und hoffte auf schnelle Aufklärung. US-Vizepräsident Joe Biden verteidigte die Enterung: Israel habe das Recht, Gaza-Schiffe auf mögliche Waffen und andere unerlaubte Güter zu überprüfen.
Die spanische Ratspräsidentschaft der EU bezeichnete die Todesfälle als „äußerst schwerwiegend und inakzeptabel“. Der damalige Präsident des Europäischen Parlaments Jerzy Buzek nannte die Enterung einen „ungerechtfertigten Angriff“ und eine „klare und nicht hinnehmbare Verletzung des Völkerrechts, insbesondere der 4. Genfer Konvention“. Botschafter von 27 EU-Staaten verurteilten Israels Gewalteinsatz und verlangten von Israel eine „sofortige, umfassende und unparteiische Untersuchung der Ereignisse und deren Umstände“. EU-Außenpolitikerin Catherine Ashton bezeichnete Israels Blockade des Gazastreifens als „nicht hinnehmbar“ und „politisch kontraproduktiv“ und bat Israel, die Grenze zum Gazastreifen für humanitäre Hilfe zu öffnen.
Griechenland bestellte den israelischen Botschafter ins Außenministerium und beendete das griechisch-israelische Militärmanöver. Der irische Außenminister Micheál Martin bezeichnete das Festhalten von Konvoipassagieren, darunter Iren, als „Entführung“.
In einer Reihe von europäischen Haupt- und Großstädten wurde gegen Israels Vorgehen demonstriert. In Wien demonstrierten nach Angaben einer propalästinensischen Solidaritätsplattform etwa 15.000 Teilnehmer für die „Verurteilung des israelischen Angriffs gegen Friedensaktivisten aus 40 Ländern“. Gleichzeitig demonstrierten andere unter dem Motto „Free Gaza from Hamas“ gegen die Konvoiorganisatoren.
Nicaragua brach am 1. Juni die diplomatischen Beziehungen zu Israel ab und forderte ein Ende der Gazablockade.
Ägyptens damaliger Präsident Husni Mubarak sprach von „exzessiver und ungerechtfertigter Gewalt“ und gestattete am 1. Juni 2010 die vorübergehende, am 7. Juni die dauerhafte Öffnung des Gaza-Grenzübergangs Rafah zur Sinai-Halbinsel.

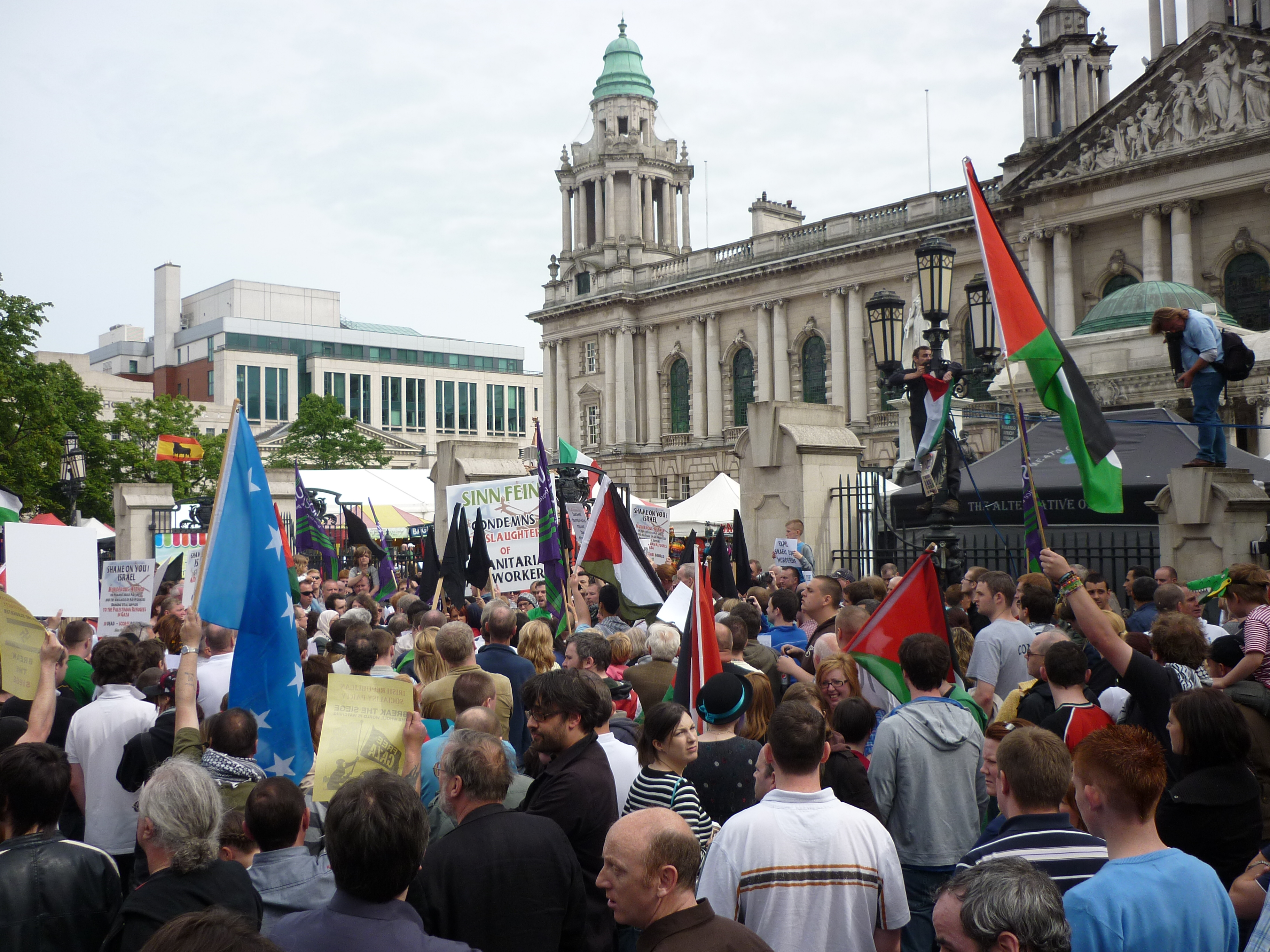
Demonstration in Belfast, Nordirland
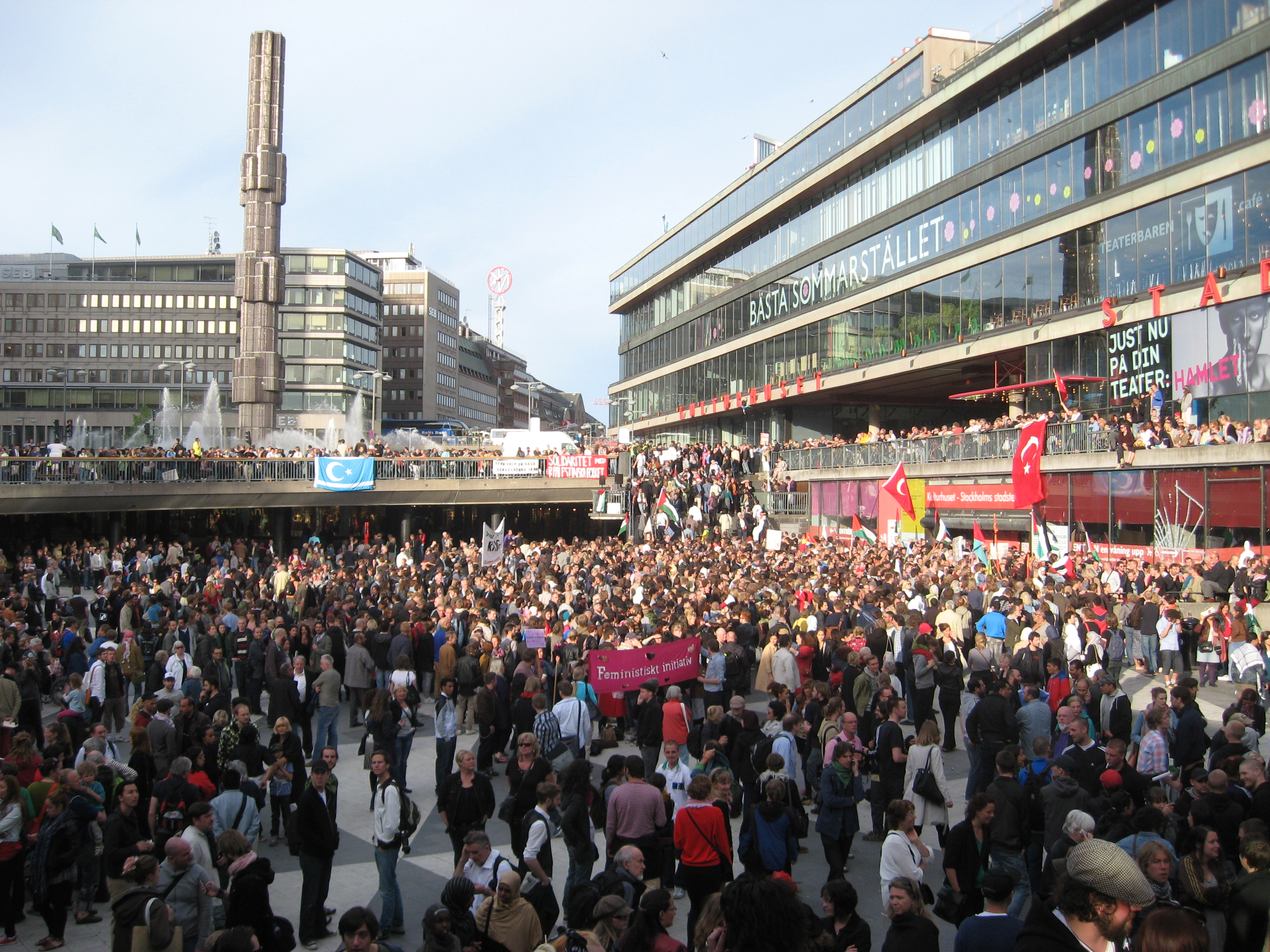
Proteste in Stockholm, Schweden
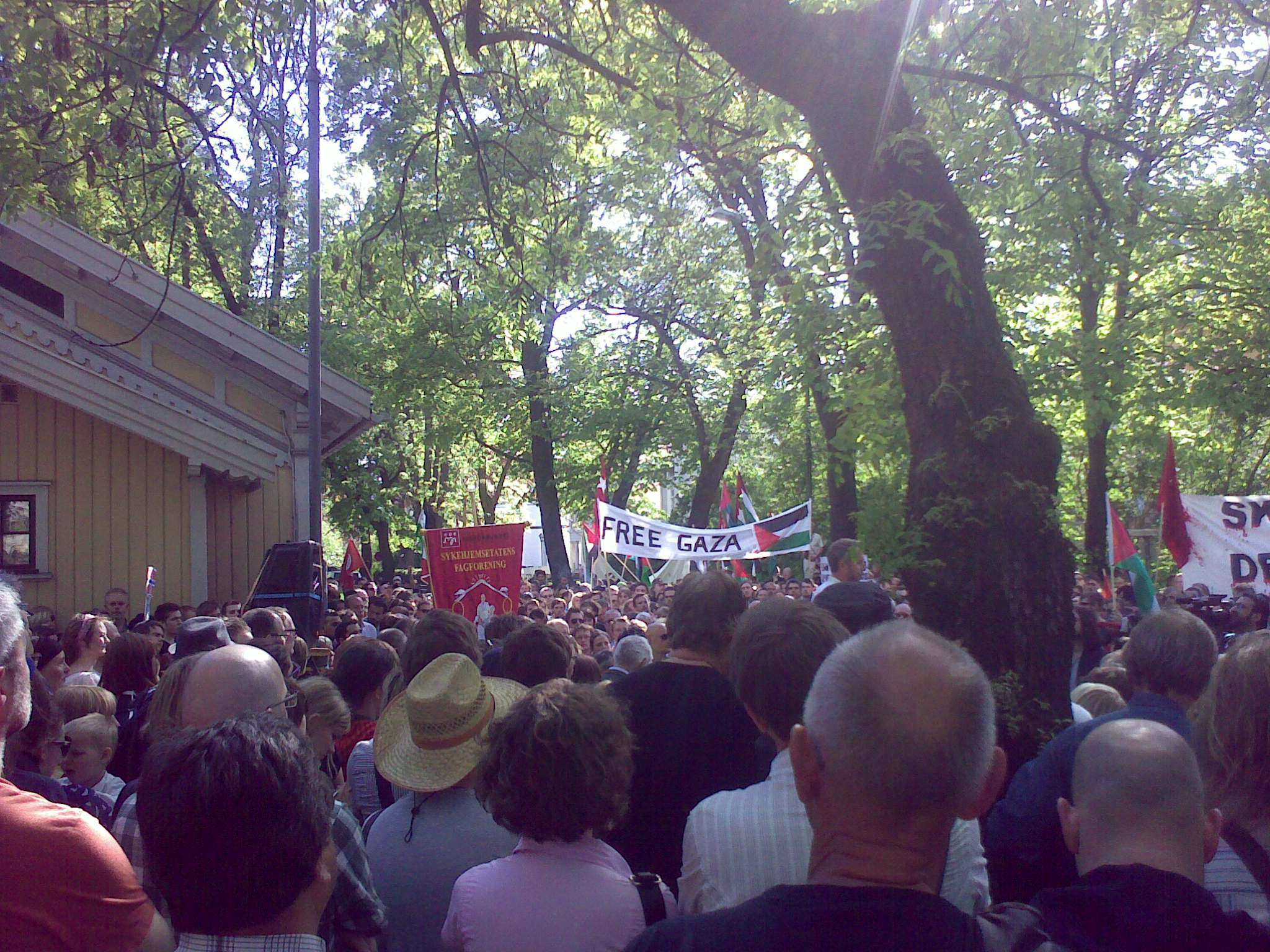
Demonstration vor der Israelischen Botschaft in Oslo, Norwegen

### Vereinte Nationen
In einer Dringlichkeitssitzung zu dem Vorfall am 31. Mai und 1. Juni 2010 bekundete der UN-Sicherheitsrat sein „tiefes Bedauern über die Todesopfer und Verletzten, die aus der Gewaltanwendung während der israelischen Militäroperation (…) in internationalen Gewässern (…) resultierten und verurteilte jene Akte, durch die 10 Zivilisten getötet und viele weitere verletzt worden waren“. Er verlangte die „sofortige Freigabe der Schiffe sowie der von Israel festgehaltenen Zivilisten“ und die Auslieferung der Hilfsgüter und forderte „eine sofortige, unparteiische, glaubwürdige und transparente Untersuchung entsprechend internationalen Standards“ sowie die vollständige Umsetzung der UN-Resolution 1850 und 1860.
UN-Generalsekretär Ban Ki-moon forderte aufgrund des Zwischenfalls ein Ende der Blockade des Gazastreifens, die unschuldige Zivilisten bestrafe, und unterstützte die Forderung nach einer unabhängigen Untersuchung der Vorkommnisse. Eine Untersuchungskommission des UN-Menschenrechtsrates unter Leitung von Karl Hudson-Phillips, einem ehemaligen Richter des Internationalen Strafgerichtshofs in Den Haag, kam in ihrem Bericht zu dem Schluss, das israelische Vorgehen bei der Erstürmung sei „unverhältnismäßig“ gewesen und zeuge von einem „völlig unnötigen und unglaublichen Grad von Gewalt“. Israel wies diese Anschuldigungen zurück, der Bericht sei „ebenso voreingenommen und einseitig, wie das Gremium, das ihn erstellt hat“. Israel lehnt den Menschenrechtsrat als parteiisch ab und unterstützt eine von UN-Generalsekretär Ban Ki Moon eingeleitete Untersuchung.
Navanethem Pillay, Kommissarin der UNHCHR, fand den Ausgang der Militäraktion durch nichts gerechtfertigt und sprach von unverhältnismäßigem Gewalteinsatz, der zur Tötung und Verwundung von Leuten geführt habe, die der Bevölkerung von Gaza dringend benötigte Hilfe zu bringen versucht hätten.
Am 15. Juni 2010 erklärte Robert Serry, UN-Koordinator für den Nahen Osten, die UN würden in Absprache mit Israel und mit Zustimmung dreier türkischer Schiffsbesitzer die Hilfsgüter des Konvois im Gazastreifen „zeitnah“ verteilen.

### Medien
Der Agentur Reuters wurde vorgeworfen, Fotos, die bei den Kämpfen auf der „Mavi Marmara“ entstanden, in manipulierter Fassung veröffentlicht zu haben. So waren auf zwei Fotos Messer in Händen von Aktivisten weggeschnitten worden. Außerdem wurden auf einem der beiden Fotos eine Blutlache und die Hand eines Verletzten entfernt. Als Reaktion auf die Kritik erklärte Reuters, es handele sich um ein Versehen als Folge einer branchenüblichen Beschneidung von Bildrändern. Nach Entdeckung des Fehlers habe man die Originalbilder sofort nachgereicht.
Die Organisation Reporter ohne Grenzen forderte Israel auf, sämtliche festgenommene Journalisten wieder freizulassen und ihnen ihre beschlagnahmte Ausrüstung zurückzugeben.
Die Foreign Press Association protestierte gegen die selektive Verwendung beschlagnahmter Videoaufzeichnungen von Reportern an Bord durch Israel ohne deren Einwilligung.
Türkische Medien räumten ein, dass „mindestens 40“ Aktivisten der Marmara „gewaltbereit“ gewesen seien.
In den Tagen nach dem Vorfall nahmen judenfeindliche Äußerungen im World Wide Web, besonders in sozialen Netzwerken wie Facebook, nach Medienbeobachtern „rasant“ zu.

### Palmer-Report 2011
Eine im August 2010 von der UN in Auftrag gegebene und im September 2011 veröffentlichte Untersuchung, die von einer Kommission unter Leitung des ehemaligen neuseeländischen Ministerpräsident Geoffrey Palmer erarbeitet wurde, kam zu dem Ergebnis, dass die Seeblockade Israels gegen die im Gazastreifen herrschende Hamas grundsätzlich legitim sei. Die Kommission kam jedoch auch zu dem Schluss, dass die Enterung durch israelische Soldaten vermutlich hätte vermieden werden können und unverhältnismäßig gewesen sei. Der Verlust von Menschenleben sei zudem inakzeptabel. Laut Report hätten die meisten Opfer mehrfache Schusswunden, darunter auch in den Rücken, erlitten. Die Untersuchung stellte ferner die Intention der vermeintlichen Hilfsflotte in Frage, insbesondere die der maßgeblich an der Planung und Durchführung beteiligten türkischen Organisation IHH.

### Prozess in der Türkei
Am 6. November 2012 eröffnete ein türkisches Gericht in Istanbul ein Verfahren gegen vier in Abwesenheit befindliche frühere israelische Kommandeure. Dabei handelt es sich um den ehemaligen Generalstabschef Gabi Aschkenasi, den früheren Chef des Militärgeheimdienstes Aman, Amos Yadlin, den ehemaligen Luftwaffen-Geheimdienstchef Avishay Levi sowie den früheren Marinekommandeur Eljezer Marom. Ihnen wird Totschlag, Freiheitsberaubung, Folter und Körperverletzung sowie eine illegale Konfiszierung von Schiffen in internationalen Gewässern vorgeworfen. Die Staatsanwaltschaft hat mehrfach lebenslange Haftstrafen für die Beschuldigten gefordert. Eine Verurteilung hätte für die Angeklagten zunächst keine nennenswerten Folgen, der Prozess gilt jedoch als schwere Belastung der Beziehungen zwischen der Türkei und Israel.
Am 22. März 2013, nach einer Entschuldigung des israelischen Ministerpräsidenten Netanjahu für den Zwischenfall, kamen Netanjahu und der türkische Ministerpräsident Erdoğan überein, die Beziehungen ihrer Länder zu normalisieren. Dies schließe ein, dass die juristische Verfolgung israelischer Soldaten in der Türkei beendet werde.

### Beurteilung der deutschen Generalbundesanwaltschaft
Auf die Strafanzeige Högers hin prüfte der Generalbundesanwalt das Vorgehen der gegen den Konvoi eingesetzten israelischen Militärangehörigen und kam zum Ergebnis, dass ein strafbares Verhalten gegen Höger oder andere Bundesbürger nicht vorliegt, da die Gaza-Flottille keine zivilen Objekte gewesen seien, sondern militärische Ziele, „die nach den Regeln des humanitären Völkerrechts angegriffen werden durften“.

### Einigung zwischen der Türkei und Israel im Juni 2016
Ende Juni 2016 führten Verhandlungen in Rom zu einer Beilegung der rund sechs Jahre andauernden diplomatischen Krise. Die getroffene Vereinbarung sieht unter anderem vor, dass die Blockade Gazas durch Israel bestehen bleibt, die Türkei aber humanitäre Unterstützung für das Gebiet leisten dürfe. Hilfslieferungen aus der Türkei müssten im Hafen von Aschdod gelöscht und von dort, nach einer Kontrolle durch Israel, auf dem Landweg nach Gaza transportiert werden. Israel sicherte die Zahlung von Schadensersatz in Höhe von 20 Millionen US-Dollar an die Opfer beziehungsweise deren Angehörige zu, im Gegenzug werde die Türkei gesetzlich dafür sorgen, dass alle laufenden Klagen gegen israelische Soldaten abgewendet und künftige verhindert werden.

### Internationaler Strafgerichtshof
Das Verfahren vor dem Internationalem Strafgerichtshof gegen Israel wurde im Dezember 2017 endgültig eingestellt.